# Sericocoma namaensis
Sericocoma namaensis är en amarantväxtart som beskrevs av Karl Suessenguth. Sericocoma namaensis ingår i släktet Sericocoma och familjen amarantväxter. Inga underarter finns listade i Catalogue of Life.